# Phelsuma antanosy
Phelsuma antanosy Raxworthy & Nussbaum, 1993 è un piccolo sauro della famiglia Gekkonidae, endemico del Madagascar.

## Descrizione
Questo geco può raggiungere la lunghezza di 10 cm.

## Biologia
È un geco diurno, con abitudini arboricole.
È una specie ovipara.

## Distribuzione e habitat
Questo geco è endemico del Madagascar, ove la sua presenza è ristretta a poche località nell'estremità sud-orientale dell'isola, dal livello del mare sino a 300 m di altitudine.

## Conservazione
La IUCN Red List classifica P. antanosy come specie in pericolo critico di estinzione(Critically Endangered).